# Wit licht (natuurkunde)
Wit licht is licht waarin geen kleur is te zien. Het ziet eruit als wit, maar bestaat in feite uit een combinatie van alle zichtbare kleuren.
Het licht wat wij kunnen zien, bestaat uit een spectrum van kleuren.
In dit spectrum benoemen we enkele van de kleuren:
- Onzichtbaar voor het menselijk oog:
  - Infrarood,
  - Ultraviolet (Typen A, B en C).
- Zichtbare kleuren:
  - Rood (Primair-1),
  - Oranje,
  - Geel,
  - Groen (Primair-2),
  - Blauw (Primair-3),
  - Indigo,
  - Violet

Infrarood licht is onzichtbaar voor onze ogen. Infrarood licht wordt toegepast in afstandsbedieningen. Hiervoor wordt nabij-infrarood gebruikt (Nir). 
Een hoge dosis infrarood licht is voelbaar als warmte, bijvoorbeeld de warmte van gloeispiralen.
Ultraviolet licht komt voor in de typen A, B en C. Ultraviolet licht is onzichtbaar en zelfs schadelijk voor onze ogen en huid. 
- Type A uv-licht wordt gebruikt voor echtheids-controle van papieren.
- Type B uv-licht wordt in gecontroleerde dosis gebruikt om bruin te worden.
- Type C uv-licht wordt in hoge dosis gebruikt om apparatuur te steriliseren.

Als je alle zichtbare kleuren licht met dezelfde sterkte op een wit vlak laat schijnen, of het rechtstreeks aanschouwt, zal je het als wit beschouwen.
Het is ook mogelijk om met de drie als 'primair' aangeduide kleuren wit licht te verkrijgen.
Dit wordt op dezelfde manier gedaan, namelijk door de drie kleuren op gelijke lichtsterkte te laten schijnen.
Iedere variatie in sterkte in een of meer van de kleuren maakt een andere kleur.
Dit is precies wat een kleurenbeeldscherm (lcd, plasmascherm of CRT) doet.

## Gekleurde vlakken
Een wit vlak is een vlak dat alle opvallende lichtkleuren nagenoeg zonder verlies terugkaatst. Een wit vlak is echter niet hetzelfde als een spiegel, omdat een lichtbundel die uit een bepaalde richting komt in verschillende richtingen wordt gereflecteerd.
Een zwart vlak is een vlak dat alle opvallende lichtkleuren nagenoeg volledig absorbeert. (In zich opneemt, dus niets terugkaatst.)
Een groen vlak is dus een vlak dat in wit licht alle lichtkleuren behalve groen absorbeert. (Groen wordt dus teruggekaatst.)
Kleuren van oppervlakten worden gedefinieerd als "Hoe het menselijk oog het vlak ziet als het wordt beschenen door zuiver wit licht". Als je een bepaald vlak door een andere kleur beschijnt, kan het vlak dus een heel andere kleur verkrijgen. In het monochromatisch geel licht van lagedruk-natriumlampen is een zuiver blauw vlak dus zwart!